# Tobias Felippe
Tobias Felippe (São Ludgero, 31 de maio de 1921 — Tubarão, 27 de janeiro de 2012) foi um comerciante e industrial brasileiro.

## Vida
Filho de Augusto Philippe e de Maria Wendhausen Philippe. Irmão de Nicodemus Philippi. Casou com Tereza Warmling Felippe, em 12 de outubro de 1946.
Morreu em 27 de janeiro de 2012 no Hospital Nossa Senhora da Conceição, aos 90 anos de idade, em decorrência de complicações pós-operatórias para retirada de vesícula biliar. Sepultado no Cemitério Municipal de Braço do Norte.

## Carreira
Em 1962 começou a fabricar doce de banana, juntamente com seus irmãos Nicodemus, Severiano e David. Esta empresa é atualmente denominada Áurea Alimentos.